# مشحه
مشحه (به عربی: مشحة) یک منطقهٔ مسکونی در لبنان است که در شهرستان عکار واقع شده‌است. مشحه ۵٫۷۲ کیلومتر مربع مساحت و ۲٬۲۸۶ نفر جمعیت دارد.